# Pozo Airón (Aldea del Pinar)
Pozo Airón o Pozairón es un humedal situado en el término municipal de Hontoria del Pinar, en la provincia de Burgos.
Recibe tal nombre por estar consagrada al dios prerromano Airón, dios de la vida y también del tránsito al más allá. De ella se cuentan varias leyendas, como que cayó una carreta con dos bueyes dentro y desaparecieron para siempre. Es una laguna, un poco ovalada, de unos 50 m de diámetro en su parte más ancha. La marca dejada por la erosión de las aguas indica que su nivel, en tiempos, estuvo un metro por encima del actual. Sus aguas no son profundas, excepto en la hoya central, que tiene unos 3 metros de diámetro. Toda la laguna, excepto la hoya, está llena de algas y juncos que se secan en el estío. Por la profundidad de la hoya central, se decía que es un ojo de mar. 
Es uno de los topónimos (de los 100 conocidos) relacionados con el dios Airón.